# گمینا کونگسکووولا
گمینا کونگسکووولا (به لهستانی:  Gmina Końskowola) یک گمینا در لهستان است که در شهرستان پوواو واقع شده‌است. گمینا کونگسکووولا ۸۹٫۶۳ کیلومتر مربع مساحت و ۸٬۹۵۵ نفر جمعیت دارد.